# Teobaldo de Provins
Teobaldo de Provins (Provins, 1033-Sossano, 30 de julio de 1066) fue un religioso católico francés, de la Orden de la Camáldula, venerado como santo en la Iglesia católica.

## Biografía
Teobaldo nació en Provins, en la región de Brie (hoy Francia) el seno de una familia noble, perteneciente a la dinastía de los condes de Champagne. Sus padres fueron los condes Arnoul y Gisele. En su juventud leyó obras sobre la vida de los padres del desierto y quedó muy impresionado por los ejemplos de abnegación, renunciamiento, contemplación y perfección cristiana que se le presentaban; por lo cual hizo voto privado de apartarse del mundo, negándose incluso a participar de las brigadas del ejército de su padre. Ingresó a la abadía de Saint Remi, en Reims. Junto a otro monje, Walter, salieron del monasterio, buscando vivir una vida más apartada. Se establecieron en los bosques de Pettingen, en Luxemburgo.
Para sobrevivir se dedicaron a trabajar como peones de los albañiles o ayudantes de los labradores, de las poblaciones más próximas. Lo que ganaban lo gastaban en pan para el sustento y en ayudar a los pobres. Huyendo de la fama de santos que habían adquirido en la región, se fueron de peregrinaje a Santiago de Compostela y luego a Roma. Establecieron una ermita en Sossano. Walter murió durante su permanencia en Italia. Debido a que muchos hombres le seguían con la intención de hacer vida monacal, el obispo de Vincenza le ordenó sacerdote para la atención pastoral de los mismos. Su fama alcanzó los confines de Italia, descubriéndose su procedencia noble. Sus padres que le creían muerto emprendieron viaje a Italia para verle. Su madre se quedó con él para atenderle por el resto de sus días. Cuando llegó la hora de la muerte, mandó a llamar al abad del monasterio camaldulense e hizo voto en dicha congregación benedictina, confiando a ella el destino de su madre y de sus discípulos. Murió de lepra el 30 de julio de 1066.

## Culto
Teobaldo de Provins era considerado santo ya en vida y muchas personas de las regiones vecinas, primero en Luxemburgo y luego en Sossano, venían a buscar su consejo o recibir algún milagro. La fama siguió inmediatamente después de muerte, al punto que el papa Alejandro II le canonizó siete años después de la misma.
Sus restos se veneraron primero en la Abadía Camaldulense de Sossano y luego, traslados en 1810, por la supresión de la abadía, a la iglesia de San Juan Bautista de Badia Polesine, donde aún se conservan, razón por la cual es patrono de esa localidad italiana. También es considerado patrono de los curtidores y de los carboneros. La Sociedad Secreta Carbonera de Italia le tomó por protector durante la época de la unificación de Italia. La memoria se expandió rápidamente por el norte de Francia, gracias a su pertenencia a la familia de los condes de Champagne. Se celebra con mucha devoción en Provins, lugar donde nació; y en Lagny-sur-Marne, localidad donde se encuentra la abadía de Saint Remi. La localidad de Saint-Thibault-des-Vignes en Isla de Francia se llama así en su honor.